# Zig Ziglar
Hilary Hinton "Zig" Ziglar (ngày 6 tháng 11 năm 1926 – 28 tháng 11 năm 2012) là một tác giả, chuyên viên bán hàng và diễn giả truyền cảm hứng người Mỹ.

## Tiểu sử

### Giáo dục và cuộc sống ban đầu
"Zig" Ziglar được sinh ra ở Quận Coffee, phía đông nam Alabama. Cha mẹ ông là John Silas Ziglar và Lila Wescott Ziglar. Ông là con thứ mười trong 12 người con của gia đình.
Năm 1931, khi Ziglar lên năm tuổi, cha ông đảm nhiệm vị trí quản lý tại một trang trại ở Mississippi. Gia đình sau đó chuyển đến thành phố Yazoo, Mississippi. Năm sau, cha ông qua đời vì đột quỵ, và em gái ông qua đời hai ngày sau đó.
Từ năm 1943 đến năm 1945, ông tham gia Chương trình đào tạo Đại học Hải quân V-12 tại Đại học Nam Carolina ở Columbia, Nam Carolina.

### Nghề nghiệp
Cùng với Richard "Dick" Gardner và Hal Krause, Ziglar là thành viên điều lệ trong quá trình thành lập American Salesmasters năm 1963. Mục tiêu của công ty là tổ chức hội thảo nhằm nâng cao hình ảnh của nhân viên bán hàng ở Mỹ. Hoạt động công ty bắt đầu với các thành phố trên khắp miền Trung Tây (Memphis, Atlanta, Kansas City, St. Louis, Chicago, Denver, v.v.), với các diễn giả như Ziglar, Norman Vincent Peale, Ken McFarland, Cavett Robert, Bill Gove, Maxwell Maltz, Red Motley. Khán giả bao gồm các đại lý bảo hiểm, nhân viên bán xe, cố vấn tài chính, doanh nhân, chủ doanh nghiệp nhỏ, v.v...
Ziglar tiếp tục diễn thuyết rộng rãi cho khán giả của Hiệp hội Giáo dục Bán hàng Quốc gia (NASE), được thành lập bởi Dick Gardner vào năm 1965. Ông cũng đồng thời giữ vai trò giảng viên bán hàng cho Mary Kay Cosmetics. Năm 1968, ông trở thành phó chủ tịch và giám đốc đào tạo cho công ty Automotive Performance và chuyển đến Dallas, Texas. Công ty phá sản hai năm sau đó. Sau đó, Ziglar đã diễn thuyết tại các hội thảo cho Peter Lowe, của Get Motivated, và cuối cùng ký thỏa thuận độc quyền để hỗ trợ các sự kiện của Peter Lowe.
Ngoài việc diễn thuyết, Ziglar đã viết hơn 30 cuốn sách. Tác phẩm đầu tiên của ông, See You At The Top, đã bị từ chối 39 lần trước khi được xuất bản năm 1975.
Vào năm 2007, một cú ngã xuống cầu thang khiến ông gặp vấn đề về trí nhớ ngắn hạn. Tuy nhiên, Ziglar tiếp tục tham gia các hội thảo truyền cảm hứng cho đến khi ông nghỉ hưu vào năm 2010 

### Cuộc sống cá nhân
Ziglar gặp vợ của mình, Jean, vào năm 1944 tại Jackson, Mississippi. Cặp đôi kết hôn vào cuối năm 1946 và có bốn người con: Suzan, Tom, Cindy và Julie.
Là một tín đồ Baptist, Ziglar đã tích hợp các nội dung của Kitô giáo vào công việc truyền cảm hứng của mình. Ông là một thành viên đảng Cộng hòa, từng ủng hộ cựu Thống đốc bang Arkansas Mike Huckabee cho đề cử tổng thống của đảng vào năm 2008 

### Cái chết
Ngày 28 tháng 11 năm 2012, Ziglar qua đời vì viêm phổi tại một bệnh viện ở Plano, Texas.

## Sách
- Ziglar, Zig (1975). See You at the Top. Gretna: Pelican Pub. Co. ISBN 0-88289-126-X.
- Ziglar, Zig (1978). Confessions Of A Happy Christian. Gretna: Pelican Pub. Co. ISBN 0-88289-196-0.
- Ziglar, Zig (1982). Zig Ziglar's Secrets of Closing the Sale. New York: Berkley Books. ISBN 0-425-08102-8.
- Ziglar, Zig (1985). Raising Positive Kids in a Negative World. Nashville: Oliver Nelson. ISBN 0-8407-9039-2.
- Ziglar, Zig (1986). Top Performance: How to Develop Excellence in Yourself and Others. New York: Berkley Books. ISBN 0-425-09973-3.
- Ziglar, Zig (1994). Over the Top. Nashville: Thomas Nelson Publishers. ISBN 0-8407-9112-7.
- Ziglar, Zig (1998). Success for Dummies. Foster City, Calif: IDG Books. ISBN 0-7645-5061-6.
- Network Marketing For Dummies. Foster City, Calif: IDG Books. 2001. ISBN 0-7645-5292-9. {{Chú thích sách}}: Đã bỏ qua tham số không rõ |authors= (trợ giúp)
- Ziglar, Zig (2003). Selling 101: What Every Successful Sales Professional Needs to Know. Nashville: Thomas Nelson Publishers. ISBN 0-7852-6481-7.
- Ziglar, Zig (2004). Confessions of a Grieving Christian. Nashville: B&H Publishing Group. ISBN 0-8054-2745-7.
- Ziglar, Zig (2004). The Autobiography of Zig Ziglar. New York: Random House. ISBN 0-385-50297-4.
- Ziglar, Zig (2004). Courtship After Marriage: Romance Can Last a Lifetime. Nashville: Thomas Nelson Publishers. ISBN 0-7852-6724-7.
- Ziglar, Zig (2006). Better Than Good: Creating a Life You Can't Wait to Live. Nashville: Thomas Nelson Publishers. ISBN 978-0-7852-8919-7.
- Embrace the Struggle: Living Life on Life's Terms. New York: Howard Books. 2009. ISBN 978-1-4391-4219-6. {{Chú thích sách}}: Đã bỏ qua tham số không rõ |authors= (trợ giúp)
- Born to Win: Find Your Success Code. Dallas: SUCCESS Media. 2012. ISBN 9780983156512. {{Chú thích sách}}: Đã bỏ qua tham số không rõ |authors= (trợ giúp)